# Ерма река
Вижте пояснителната страница за други значения на Ерма.
Ерма река е село в Южна България. То се намира в Община Златоград, област Смолян.

## География
Село Ерма река е разположено в долината на едноименната река. Основният поминък на хората тук е свързан с рудодобива. В долината на р. Ерма са разположени рудниците „Ерма река", „Стефан Стефанов" и „Мързян", които обединяват отделни находища в района. В недрата на с. Ерма река е открита изключително лековита термо-минерална вода, извираща от дълбочина 2500 метра с дебит 30 литра в секунда и с почти 100 градуса по Целзий. Този природен дар успешно лекува: стомашно-чревни, чернодробно-жлъчни и ендокринно-обменни (диабет, подагра) заболявания; заболявания на опорно-двигателния апарат; неврологични заболявания; кожни заболявания (екземи, псориазис, дерматити и др.); гинекологични заболявания (възпалителни процеси, стерилитет и др.). След охлаждане на водата на 36 градуса по Целзий, тя успешно лекува: хипертония, ранна артериосклероза и др. Този лековит минерален извор прави с. Ерма река чудесен кът за развитие на балнеолечебен туризъм. В околностите на селото има открити останки от средновековна църква и манастир, които днес дават наименованието на местността „Черквата" и правят възможно развитието и на културния туризъм.

## История
Според Любомир Милетич към 1912 година населението на село Ерма река (Ерма-рѣка) се състои предимно от помаци. В района на Ерма река са открити няколко паметници, които датират приблизително от 1100 – 1300 г. Това са няколко християнски гроба, църква и манастир. По предания на стари хора може да се съди, че преди идването на турците тук е съществувало старо българско селище.
Още един факт дава основание да се предполага това. В района на селото почти всички местности са на български език, това говори, че преди частичната ислямизация по тези земи в началото на 1500 г. района на Ерма река е населяван от българи-християни. След идването на турците населението се разбягва, като гласи легендата, като напускат селището и се изселват в Златоград, върховете наоколо и предполагаемо на юг към Беломорието.
Впоследствие към 1720 г. става новото заселване. Първите заселници са от района на Даръдере/Златоград. Това са били трима братя с фамилия Хюрметлийци, от което произлиза и първото име на Ерма река просъществувало до 1914 г. с Хюрмате. Много доводи са довели до мнението, че те са наследници на ония българи-християни, които са населявали района на Ерма река преди османската власт.
Какво дава основание да се предполага това ? – Буди съмнение обстоятелствата, че след идването на тези братя Хюрметлийци по тези место не е имало никой, а българските имена на местностите са се запазили. Логично е да се мисли, че те са изпратени по тези места от техните деди, които са им дали информацията за цялата местност.
Първоначалните заселници – тримата братя са били добри скотовъдци и овчари. Те са пристигнали тук с многобройните си стада като са намерили добра паша и благоприятен район за живеене с хубави гори, благоприятен климат и наличие на голяма река. Според показанията на Михаил Митков Белев роден 1872 г. след установяването си в Ерма река същите са направили три мандри за производство на масло и извара.
Производството на масло и сирене по тези земи не е било познато. Откриването на плодородни земи, тучни пасища и много добри природни условия са най-голямата предпоставка за развитието на селището. От с. Старцево (Алихче) около 1750 г. идва една група и се заселват в горната махала – Кундева падина, като след няколко години се изселват високо в балкана и се оформят няколко малобройни махалички – Тънковица, Бельовица, Андроу и др.
След заселването на някоко отделни местности в района на Ерморечието на бивши жители на с. Старцево се образува смесена махала Мързян с жители на с. Старцево и с. Чепинци. Впоследствие се разраства и централното селище. От дошлите първоначално трима заселници се образуват  основни Фамилии – Белеви, Сиракови , Дюлгерови .
Разрастването на централното селище по отношение на жителите му дава възможност под претекст за търсене на повече пасбища и по-добри условия за живот да се образуват още няколко махали „Крушкова махала“, „Въртоля“, „Габров дол/Юрукови колиби/“, „Крив габър“. Основното занятие на всички махали е било скотовъдството и от части земеделието. Производството на масло, месо и извара се увеличава и към 1820 – 1840 г. се образуват още три мандри.
За периода 1840 – 1872 г. в централното селище и махалите живота не се е променил с нищо, продължава усиленото развитие на скотовъдството. По време на Руско-турската война в района на гр. Златоград пристига малоброен руски отряд предвождан от ген. Черевин. От този отряд осем войника предвождани от един капитан достигат до Ерма река.
Макар че според Санстефанския мирен договор селището остава в територията на България, то след Берлинския договор отново преминава към Турция и така просъществува до 1912 година. След Балканската война – 1912 г. района се освобождава от османска власт и преминава изцяло в територията на България. През следващите 30 години централното селище сериозно намалява и се обезлюдява до минимум. Хората се заселват по околните височини, където си осигуряват лични зони от земя и гори.
През зимата на 1934 година около 30 семейства от селото бягат през границата в Гърция и после се прехвърлят в Турция, където са настанени в селата Чамалтъ и Дерелер – окръг Бафра, област Самсун.
Едва развитието на рудодобива през 50-те години извършва обратно преселване – връщане на хората от околните колиби махали в централното селище и установяването им за целогодишни пребивавания в Ерма река.
За периода 1952 – 1980 г. селището се разраства с обявяването му за промишлено, от пръснато село махали и колиби се окрупнява до максимум т.е. с изключение на Крушкова махала всички живеят в централното селище. Бившите махали и колиби се населяват през лятото предимно от стари хора и от жителите на селото през почивните дни, пенсионери и др., които се занимават със скотовъдство.

## Религия
В селото се изповядва ислям и източно-православно християнство.

## Забележителности
В околностите на селото има открити останки от средновековна църква и манастир, които днес дават наименованието на местността „Черквата" и правят възможно развитието и на културния туризъм.

## Редовни събития
Ежегодно всяка последна събота на месец август се организира празник на селото. Ежегодно в селото се прави голям курбан, който по традиция е в началото на месец септември. Раздава се храна и се прави молебен за здраве и берекет (плодородие) през следващата година.

## Бизнес
Селото е в близост до граничен пункт с Гърция на Маказа.
Пътищата в региона са добри и сравнително нови.
Има потенциал за развитието на туризъм.

## Кухня
Кухнята е типично родопска. Консумира се редовно пататник, родопски клин. Голямо разнообразие на ястия, приготвени от картофи. Царевични питки и погачи.